# Psychoanalýza
Psychoanalýza je soubor psychologických teorií a psychoterapeutická metoda léčby psychických problémů. Vychází z díla Sigmunda Freuda (1856–1939). Dodnes se však rozvíjí a přichází do kontaktu např. i s kognitivními vědami, neurovědami, sociálním konstruktivismem a fenomenologií. S dalšími příbuznými směry (např. s analytickou psychologií (Jung) a individuální psychologií (Adler)) bývá psychoanalýza zařazována do kategorie psychodynamické psychologie, která za základ lidské psychiky a motivace lidského chování považuje neuvědomované procesy, skrytě probíhající v podvědomí, předvědomí či nevědomí. Freudova psychoanalýza přisuzuje hlavní roli pudům, především sexuálnímu pudu, který nazývá libido. Současná severoamerická psychoanalýza se však poměrně často vůči pudům vymezuje a přesouvá důraz na vztah a intersubjektivitu.
Psychoanalýza významně ovlivnila vývoj psychologie, patří k všeobecnému vzdělání psychologů a dodnes se užívá v psychoterapii a psychologickém poradenství. Freudismem bylo inspirováno mnoho pozdějších psychologických i psychoterapeutických směrů, ať už na Freuda navazovaly (jako již Freudova dcera Anna Freudová) nebo mu naopak oponovaly. Revidovaná verze Freudovy teorie bývá někdy nazývána neofreudismus.

## Struktura psychiky

### Topografický model psychiky
Lidská psychika dle Freuda sestává ze tří vrstev:
- Vědomí (pomyslná špička ledovce), které je vázáno na vnímání, zahrnuje tu část osobnosti, kterou si jedinec plně uvědomuje.
- Předvědomí obsahuje zapomenuté, ale vybavitelné myšlenky, zážitky, konflikty, rozhodnutí, atd. Obsahy předvědomí a vědomí lze verbalizovat (vyjádřit slovy).
- Nevědomí je nejrozsáhlejší a vědomí nepřístupná část psychiky, představuje změť neorganizovaných představ, přání, obav, zkreslených obrazů skutečnosti. Do nevědomí jsou vytěsněny myšlenky a city, které by pro jedince byly při uvědomění příliš zraňující, ponižující, budily pocity úzkosti nebo viny (viz obranné mechanismy dále). Podle Freuda co je nevědomé, má stálou tendenci stát se vědomým a psychika musí vynakládat energii, aby se tomu nestalo. Proto například lidé, kteří toho moc vytěsnili, mohou podle Freuda cítit únavu bez zjevné příčiny.

### Strukturální model psychiky
Freud vymezuje tři poměrně nezávislé složky (id, ego a superego), které se řídí rozdílnými, navzájem rozpornými principy a cíli:
- Id (ono), z něhož vyvěrá pudová duševní energie (libido), která je hybnou silou člověka, je zdrojem energie pro ego i superego. Id je iracionální, nebere ohled na realitu, jeho cílem je okamžité uspokojení svých přání, řídí se principem slasti. Id je zcela nevědomé. Podle Freuda představují sny splněná přání id a jsou bránou do nevědomí. Projevy ryzího id lze pozorovat u kojenců.
- Ego (já) se řídí principem reality a má sebezáchovnou funkci. Vzniká z části id v průběhu vývoje dítěte vlivem jeho interakcí (vzájemného působení) s vnějším světem. Je racionální, zvažuje činy a jejich následky. Přání id porovnává s realitou, dává jim přijatelnou formu a uspokojuje je ve vhodnou chvíli a vhodným způsobem. Ego je vědomé, předvědomé i nevědomé. Nevědomá část se pomocí obranných mechanismů (viz dále) vypořádává jak s nepřijatelnými přáními id, tak s extrémními zákazy superega. Silné ego je znakem zdravě vyvinuté osobnosti.
- Superego (nadjá) vzniklo v průběhu socializace z konfliktů dítě versus autorita, poskytuje ventil vlastním agresivním impulsům jedince, jde o proti sobě projevenou agresivitu. Obsahuje vědomě či nevědomě internalizované (zvnitřněné) omezení, zákazy a příkazy ukládané dítěti rodiči a dalšími pro dítě významnými autoritami. Je zdrojem nevědomého pocitu viny, vnitřní tísně. Řešení lze hledat v náboženství, které poskytne vysvětlení (jsi hříšník) i řešení (věříš-li, budeš spasen). Superego je moralizující silou v člověku, řídí se principem dokonalosti. Jednou jeho částí je svědomí, druhou částí je ideální ego, které usiluje o dokonalost a jehož základem byly činnosti a projevy dítěte, které rodiče chválili. Superego může být v rozporu se současnými hodnotami jedince. Silně rozvinuté superego se vyskytuje u perfekcionistů, slabě rozvinuté u zločinců.

### Obranné mechanismy

#### Konflikty
Id, ego a superego na sebe silově působí pomocí katexe a antikatexe. Katexe je proudění energie z id směrem k objektu uspokojení, jenž může být vnější (např. činnost přinášející uspokojení) nebo vnitřní (např. sebeláska). Ego a superego působí proti této síle antikatexí. Konflikty mohou být následující:
- Id versus ego: holčička chce ukrást panenku, avšak neukradne ji, neboť se obává, že by se cítila špatně.
- Id versus superego: holčička chce ukrást panenku, avšak neukradne, neboť maminka říkala, že krást se nemá.
- Ego versus superego: holčička již má našetřené peníze, takže si panenku může koupit, ale neudělá to, neboť v náboženské výchově ji učili, že člověk má žít střídmě a dávat almužnu. Našetřené peníze proto věnuje žebrákovi.

#### Ego-obranné mechanismy
Jestliže konflikty id, ega a superega získají na přílišné síle, vyúsťuje tento stav do úzkosti:
- Automatická (primární) úzkost vzniká, když je ego zaplaveno přívalem nezvládnutelných podnětů, projevuje se prožívanou bezmocí a panikou. Automatická úzkost vzniká nejčastěji v dětství, kdy je ego nedostatečně vyvinuté.
- Signální úzkost se vyvíjí v pozdějším věku a funguje jako upozornění blížící se nebezpečnou či traumatickou situaci, má zabránit vzniku automatické úzkosti. Má za následek mobilizaci sil a obranných mechanismů ega.

Obranné mechanismy představují nevědomou obranu ega před nezvládnutými afekty a pudovými přáními. Člověk jimi získává čas, aby nashromáždil dostatečné množství energie a mohl racionálně čelit věcem takovým, jaké jsou. Problém nastává, pokud jich jedinec užívá příliš často a příliš dlouho, když nahrazují reálné řešení jeho problémů. Problematiku obranných mechanismů rozpracovala Anna Freudová, nejmladší ze čtyř dětí Sigmunda Freuda. Mezi nejčastějšími jsou:
- negace (popření): odmítnutí nebo překroucení nepřijatelných skutečností, např. pacient na informaci, že má nádor, reaguje pevným přesvědčením, že došlo např. k záměně tkáňového vzorku; matka si nechce připustit špatné vlastnosti svého syna
- potlačení (represe): znepokojující myšlenky nebo vzpomínky jsou odstraněny z vědomí, např. zahánění myšlenek
- vytěsnění: nevědomé potlačení, např. amnézie na sexuální zneužívání v dětství
- racionalizace: dodatečné rozumové, společensky přijatelné vysvětlení (omluvení) nepřijatelných činů nebo myšlenek, např.: zanedbávání dítěte je vysvětleno tím, že dítě se potřebuje naučit samostatnosti, protože v životě jej nikdo nebude vodit za ručičku; vyhazov z práce je odůvodněn tím, že jedinec „nelezl šéfovi do zadku“, zatímco pravý důvod byl jeho nízký pracovní výkon; možnými příklady jsou:
  - reakce kyselých hroznů (bagatelizace): znehodnocování nedosažitelného cíle, např. z Ezopových bajek: liška, která nemůže dosáhnout na hrozny si říká: „stejně jsou ještě nezralé a byly by kyselé“
  - reakce sladkých citronů: opak, vyzdvihování předností toho, co je dosažitelné
- intelektualizace: nepříjemné téma je učiněno předmětem úvahy, čímž je od něj získán emoční odstup, např. člověk s vytěsněnými pedofilními sklony se stane vědcem, který toto téma intenzivně studuje; zaměření se na detaily plánování pohřbu místo na smutek
- regrese (infantilizace): návrat k projevům dřívějšího vývojového stupně; např. vztekání se při nedosáhnutí svého cíle
- transgrese: opak regrese, „útěk dopředu“, přeskočení vývojového stupně, např. přehnaně zdvořilé a ukázněné dítě
- fixace: lpění na určitém způsobu reagování, přestože se opakovaně prokáže jeho neúčinnost; např. vybírání si stále stejných typů partnerů, ačkoliv minulé vztahy s nimi vedly vždy ze stejného důvodu k rozchodu
- útěk do fantazie (autistická reakce): fantazijní prožívání nedosažitelného, denní snění, např. neúspěšný spisovatel sní o tom, jak pořádá tiskové konference a nestačí rozdávat podpisy; romantické představy náctiletého
- projekce: nežádoucí charakteristiky, myšlenky nebo tendence nevědomě připisujeme druhému; např. já jsem klidný, ale ty mě znervózňuješ; když dojdou argumenty konstatování „jsi prostě blbej“
- reaktivní formace (reaktivní výtvor, reakce, opačné reagování): chování přesně opačné než je nevědomá motivace, jelikož ta způsobuje úzkost, např. nespokojenost v sexu vede k boji proti pornografii; „nenávidím tě“ může znamenat „miluji tě“ (ale bojím se ti otevřít)
- přesun (přemístění): energie je vybita na méně ohrožujícím objekt, který nemá k vlastní příčině vztah, např. vztek na šéfa si jedinec „vyleje“ doma na dětech (vynadá jim za nepodstatnou věc); prásknutí dveřmi místo udeření člověka
- identifikace: jedinec zvyšuje svou hodnotu napodobováním jiné osoby s vysokou prestiží – jejího chování, hodnot, názorů, atd., čímž si dotyčný jakoby přivlastní část jejích úspěchů, např. podřízený, který napodobuje vyjadřování, gesta a styl oblékání svého šéfa
- konverze (somatizace): převedení duševního napětí do tělesné oblasti, např. trvalý stres se projeví jako „škubání oka“, udělají se vředy
- disociace: narušení jednoty vnitřního prožívání a vnějšího jednání, např. nutkavé jednání (držení palců, zaťukávání do dřeva)
- izolace: omezení sociálního kontaktu, stažení se do ústraní, např. hráč, který odvede na hřišti špatný výkon nějakou dobu odmítá rozhovory s novináři
- substice: zahrnuje kompenzaci a sublimaci:
  - kompenzace (psychologie) (parakompenzace): nahrazení nedostatku; např. nepříliš inteligentní student chce vyniknout v nějakém sportu, stane se vůdcem pouličního gangu, atd.
  - hyperkompenzace (překompenzace): nejde o kompenzaci (vyrovnání nedostatku na úroveň normálu), ale o přesun z jedné extrémní pozice do druhé – z outsidera se stane šampion; např. slavný řecký řečník Démostenés, který měl vadu řeči, ale usmyslel si, že se přesto stane vynikajícím řečníkem – dosáhl toho dlouhodobým tréninkem (snažil se překřičet mořský příboj, vyslovoval s kamínky vloženými do úst, atd.)
  - sublimace: převedení nepřijatelných pudových motivů do společensky přijatelné formy; např. agresivita → boxer, touha rozřezávat → chirurg, sex → malíř aktů
- theokalypsis: náboženská posedlost, při níž je patrná souhra následujících třech psychických okolností: 1. náboženská inflace, 2. posedlost ega a 3. vytvoření zvláštní ideologie (Imago Dei)
- theonemesis: dynamika náležící důsledkům posedlosti bytostným Já; pokus o změnu ve chvíli, kdy „theokalypsis“ již nedokáže zajistit dostatečnou adaptaci

## Vývoj osobnosti
Psychoanalýza obsahuje mnoho teorií vývoje osobnosti, rozlišujících vývoj osobnosti do několika období. Tyto teorie často popisují psychopatologii jako nezpracování určitého vývojového období. Obecně nejznámější je původní Freudova pudová psychosexuální teorie vývoje. Mezi další patří například Eriksonova psychosociální teorie vývoje, k moderním psychoanalytickým vývojovým teoriím patří např. teorie vývoje Self Daniela Sterna.

### Psychosexuální teorie vývoje

#### Stadium orální
Orální stadium je zhruba první rok života. Hlavní zdroj libosti a pudového uspokojení dítěte je stimulace v oblasti úst (orální oblast), např. sáním z prsu při kojení, cucáním palce, strkáním věcí do úst, atd. (fáze orální závislosti), později (fáze orálně agresivní), až se začnou prořezávat zuby, i kousáním. Frustrace, s kterou se jedinec na tomto vývojovém stupni musí vyrovnat, pramení z odstavení dítěte.
Za příznivých podmínek by dítě mělo v této první fázi prožívat bezpečí plynoucí z úzkého vztahu k matce a kontinuitu v uspokojování vlastních biologických potřeb. Míra uspokojování může mít vliv na osobnostní vlastnosti. Optimismus, lehkověrnost a manipulativnost při dobrém uspokojování, pesimismus, podezíravost a závistivost při nedostatečném.
Osoby fixované do orálního stadia (přílišné uspokojování potřeb dítěte) mají tendenci udržet si ústa jako svou primární erotogenní zónu, což se může projevit v sexu, ale i v orientaci na jídlo, kouření, nových poznatcích („hltáme je“), atd. Tyto orální typy (orální charakter) dále chtějí být v přehnané míře zahrnování péčí a pozorností, vyžadují podporu, jsou zaměřeni na přijímání, dávání jim činí problém. Mají většinou srdečný vztah k dětem, přírodě, mateřství a ženám obecně, někdy bývají narcistní, agrese se u nich projevuje pasivně jako manipulace.
Röhr používá pro takové chování termín orální problematika, které se podle něj vyznačuje závistí k jiným, kterým se dostává více pozornosti než orálně fixované osobě. Podle něj kojenec zakouší slast a uspokojení, pokud je krmen a je v tělesném i vřele lidském kontaktu s matkou. Pokud se mu takového kontaktu nedostává, vzniká právě tato „žízeň“ po lásce a náklonnosti.

#### Stadium anální
Anální neboli sadisticko-anální stadium zahrnuje zhruba druhý a třetí rok života. Zdroj uspokojení se přesouvá na anus (řitní otvor). Uspokojení dítě získává při zadržování a vypuzování exkrementů. Zdrojem frustrace je odmítnutí exkrementů rodiči (exkrement je dárek dítěte pro rodiče) a výchova k udržování tělesné čistoty.
Při nadměrných požadavcích rodičů na čistotu se může vyvinout nadměrná pořádkumilovnost, šetrnost a tvrdohlavost, při přílišné shovívavosti sklon k nepořádnosti, plýtvání a uvolněnosti.
Anální charakter (přílišné nároky rodičů na čistotu) se vyznačuje spořivostí, hromaděním majetku a peněz (peníze = exkrementy) až lakotou, sklony k sběratelství, nutkavou potřebou čistoty (dle Freuda obranný mechanismus reaktivní formace na pudovou zálibu v nečistém – viz obranné mechanismy), svéhlavostí, potřebou kontrolovat druhé, perfekcionismem.

#### Stadium falické
Falické neboli časné genitální stadium představuje zhruba čtvrtý rok života. Místo uspokojení se přesouvá na genitální krajinu.
Podle Freuda chlapci hodnotí penis jako cenný majetek, zatímco dívky jim jej závidí. Láska chlapce k matce zahrnuje přání tělesného kontaktu, zvědavost na nahé tělo, nevědomé incestní přání, otec je přitom chápán jako rival (= oidipovský komplex). Za normálních okolností strach z potrestání (kastrační úzkost) vede chlapce k potlačení sexuálních přání vůči matce a k identifikaci s otcem (agresorem), která s sebou přináší i všechny atributy otce – a tedy i jeho moc. Tím je oidipovský komplex rozřešen a chlapec přebírá mužskou roli.
Oidipovský komplex u děvčat (někdy se nazývá Elektřin komplex) Freud příliš nepopisoval, ale předpokládá se, že jde o analogický proces. Absenci penisu dívky dle Freuda vnímají jako defekt, případně si myslí, že již byly kastrované. Mají incestní přání vůči otci a rivala vidí v matce, rozřešení je v identifikaci s matkou.

#### Stadium latence
Stadium latence je podle Freuda zhruba od pěti let do začátku dospívání. Je to období relativní stability, emoční a sexuální tužby ustupují do pozadí.

#### Stadium genitální
Genitální stadium nastává zhruba od 11 nebo 12 let. Je navázáním na falické stadium a genitálním stadiem považuje Freud vývoj člověka za více méně dokončený. Nastupuje heterosexuální sexuální chování. Freud spekuloval, že člověk se vyvinul z druhu, u kterého puberta nastávala v 5–6 letech (genitální stadium tedy navazovalo na stadium falické). Stadium latence je tak jen přechodné stadium, poskytující dítěti dodatečný čas, aby si osvojilo kulturní normy, poznatky a sociální role.

## Současné psychoanalytické směry
Mezi nejvýznamnější současné psychoanalytické směry patří například :
- Kleiniánská psychoanalýza, vycházející z díla Melanie Kleinové, která se zaměřuje především na vývojově ranou primitivní objektně-vztahovou zkušenost a s ní spojené emoce (závist, žárlivost, chamtivost, vděčnost).
- Egopsychologie, zabývajícími se vědomými i nevědomými funkcemi ega. Analyzováním pacientových obranných mechanismů, které patří mezi funkce ega, se zlepšuje analyzandova kontrola impulzů, zpracovávání konfliktů, tolerance frustrace a psychické bolesti.
- Intersubjektivní-vztahová psychoanalýza, kladoucí důraz na neurčitost a neexistenci objektivní pravdy. Odmítá nadvládu pudů a klade do popředí vztahovost a setkání subjektivity analytika a analyzanda. Filosoficky má blízko k sociálnímu konstruktivismu.
- Francouzská psychoanalýza, vycházející z díla Jacquese Lacana a zaměřující se na práci s jazykem, sexualitu, pud smrti a „umělecký rozměr“ psychoanalytického setkání.

K dalším intenzivně se rozvíjejícím psychoanalytickým konceptům patří např. mentalizace, schopnost reflektovat mentální stavy, a neuropsychoanalytické teorie, propojující subjektivní zkušenost, kterou popisuje psychoanalýza, s neurovědami.

## Kritika psychoanalýzy
Freudova psychoanalýza je kritizována v oblasti vývoje morálky a hodnot, kterýžto vývoj nekončí v dětství (jak předpokládá Freud), ale pokračuje do konce života jedince. Reforma psychoanalýzy zahrnovala ve 40. letech vznik nového sociologického směru s prvky psycho-biologického principu, jako jednoho z možných přístupů k osobnosti (představitelé reformovaného psychoanalytického učení jsou Horneyová, Sullivan, Fromm).
Často se udává, že psychoanalytickým teoriím obvykle zcela chybí empirický základ, že obvykle jde o výzkumem nikterak nepodložené představy jednotlivých teoretiků.[zdroj?] Někteří psychoanalýzu označují za pseudovědu. Např. Ješa'jahu Leibowitz považoval psychoanalýzu z hlediska teorie za pouhou mytologii, přičemž takováto psychoterapeutická léčba podle něj nejen, že nikomu nepomohla, ale naopak „zcela určitě narušila duševní zdraví nesčetných lidí, kteří se na ní stali závislými.“ Existují však empirické výzkumy, které fungování základních psychoanalytických principů potvrzují. Efekt psychoanalýzy a psychoanalytické terapie je u některých diagnóz také poměrně přesvědčivě doložen.
Jednu z nejznámějších kritik psychoanalýzy vznesl filozof Karl Popper, který tvrdí, že psychoanalýzu není možné, na rozdíl od jiných vědeckých odvětví, falzifikovat.

### Psychoanalýza v českých zemích
- Jiří Kocourek: Dějiny české psychoanalýzy, Analogon, 1992, r. IV, č. 9, s. 30–34
- Jiří Kocourek: Historie psychoanalýzy v Československu, Psychoterapeutické sešity, 1987, č. 22, s. 1–29
- Michael Šebek: Předválečný vývoj psychoanalýzy v Čechách in Psychoanalýza v Čechách: Sborník ze semináře ke 140. výročí narození Sigmunda Freuda (ed. Martin Mahler), Praha 1997, ISBN 80-85844-34-6
- Bohuslav Brouk: Psychoanalysa, Praha 1932, bez ISBN
- Bohuslav Brouk: Psychoanalytická sexuologie, Praha 1933, bez ISBN
- Vladimír Borecký: Bohuslav Brouk a psychoanalýza v českém surrealismu v letech 1930–1947 in Český surrealismus 1929–1953 (eds. Lenka Bydžovská a Karel Srp), Praha 1996, ISBN 80-7010-047-8
- Vladimír Borecký: Psychoanalýza v ilegalitě: Osudy Freudova učení v českých zemích, Dějiny a současnost, duben 2006, r. XXVIII, č. 4, 34–36
- Český Sigmund Freud — Bohuslav Brouk, Český rozhlas 3 — Vltava, 31. prosince 2002, 50 min.
- Psychoanalýza na webu Bohuslava Brouka
- Psychoanalýza dnes – Moderní psychoanalytický online časopis